# Ендіне-Гаяно
Ендіне-Гаяно, Ендіне-Ґаяно (італ. Endine Gaiano) — муніципалітет в Італії, у регіоні Ломбардія,  провінція Бергамо.
Ендіне-Гаяно розташоване на відстані близько 480 км на північний захід від Рима, 70 км на північний схід від Мілана, 25 км на північний схід від Бергамо.
Населення — 3542 особи (2014).

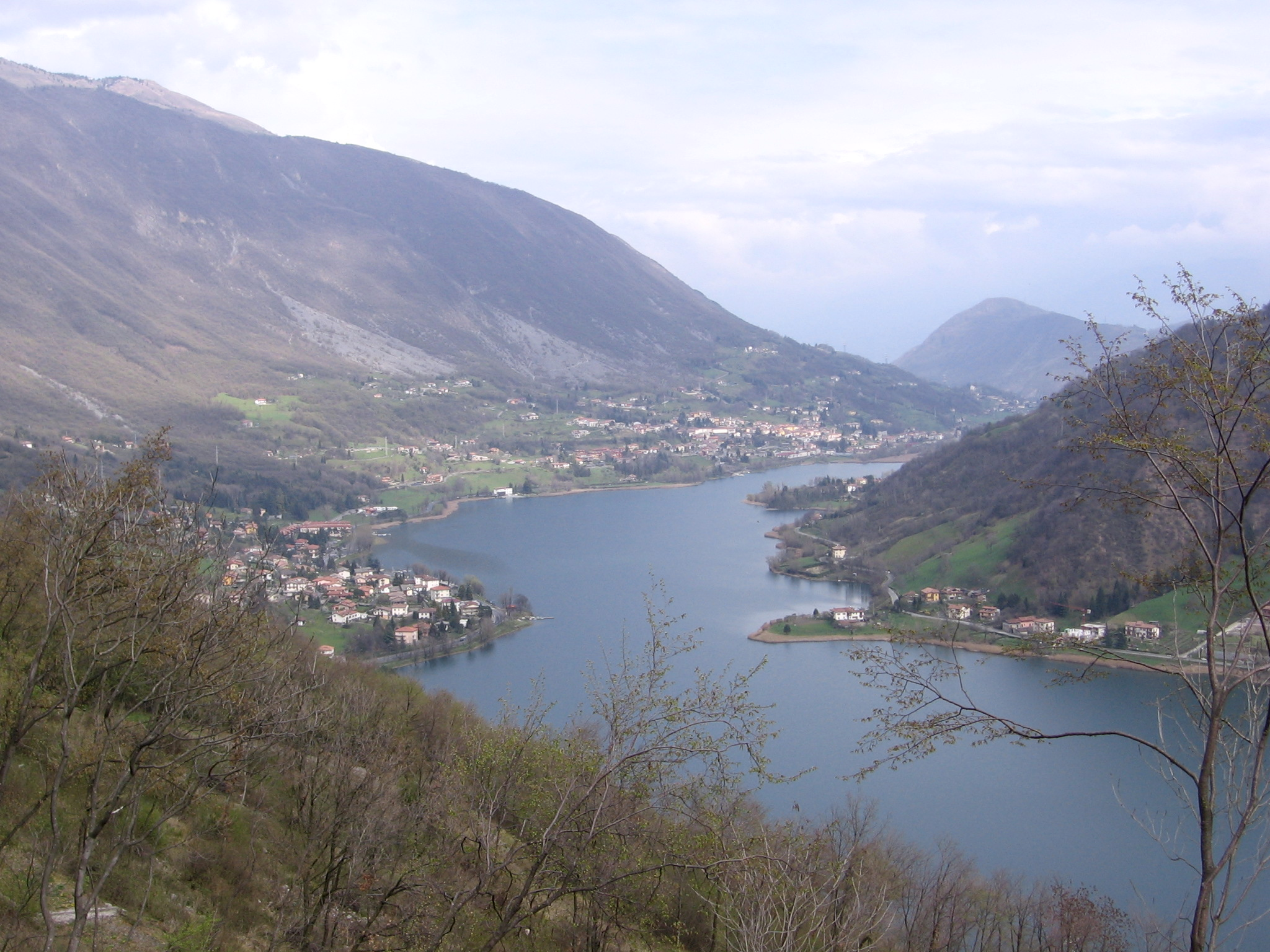

Щорічний фестиваль відбувається 23 квітня. Покровитель — святий Юрій.

## Демографія
Населення за роками:

Станом на 1 січня 2023 року в муніципалітеті офіційно проживали 392 іноземці з 39 країн, серед них 114 громадян країн Євросоюзу та 19 громадян України.

## Сусідні муніципалітети
- Фонтено
- Гандіно
- Монастероло-дель-Кастелло
- Ранцаніко
- Сольто-Колліна
- Совере